# Cappella Cantone
Cappella Cantone é uma comuna italiana da região da Lombardia, província de Cremona, com cerca de 534 habitantes. Estende-se por uma área de 13 km², tendo uma densidade populacional de 41 hab/km². Faz fronteira com Annicco, Castelleone, Grumello Cremonese ed Uniti, Pizzighettone, San Bassano, Soresina.

## Demografia
| Variação demográfica do município entre 1861 e 2011                               |
|                                                                                   |
| Fonte: Istituto Nazionale di Statistica (ISTAT) - Elaboração gráfica da Wikipedia |